# 都灵地铁
都靈地鐵是意大利首個採用基於VAL無人自動駕駛技術的公共交通運輸系統，於2006年2月4日開始運營，時值2006年都靈冬季奧運會開幕前夕。現有1條路線，運營長度15.1公里，23座車站。

## 歷史

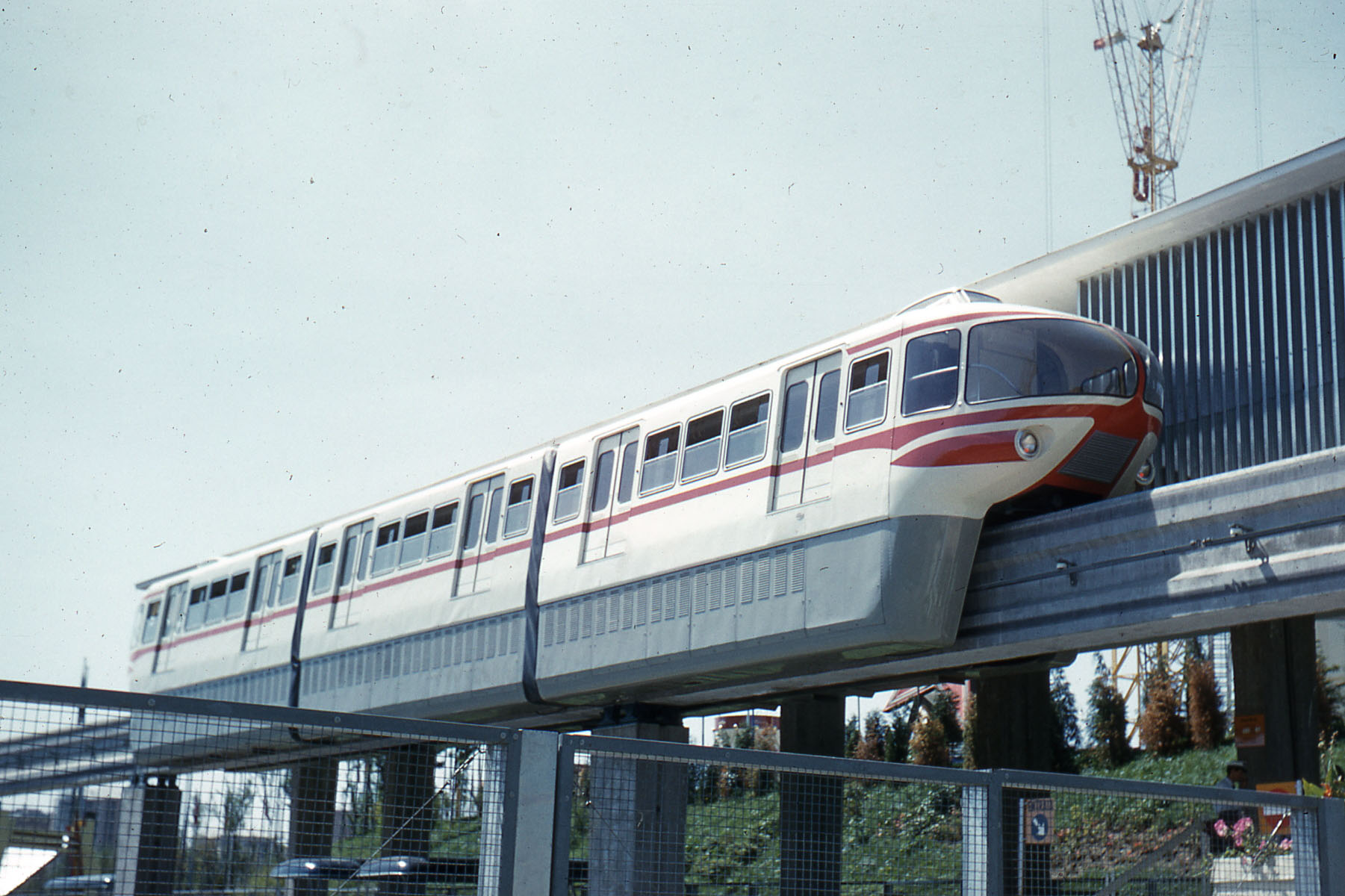
1961年世界博覽會期间的都靈單軌列車，長1.8公里，設置2座車站

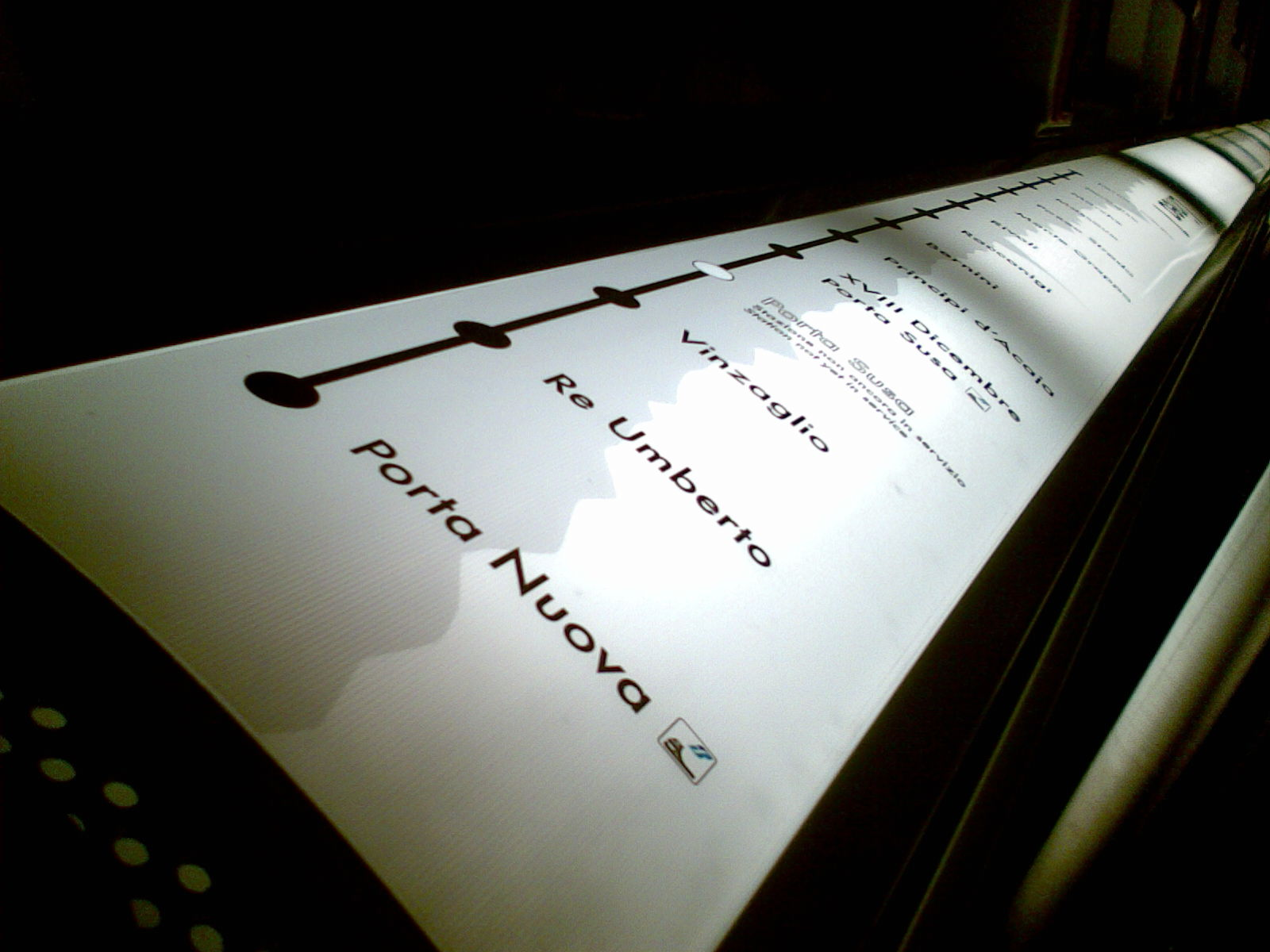
車廂內的線路標識牌

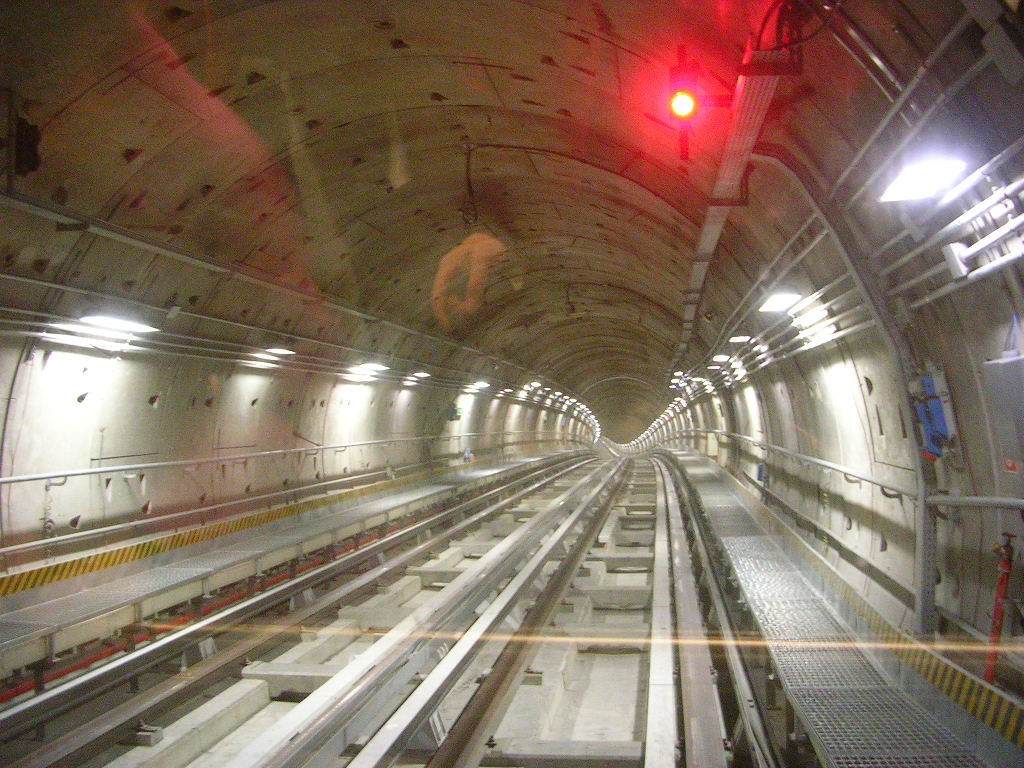
地鐵隧道

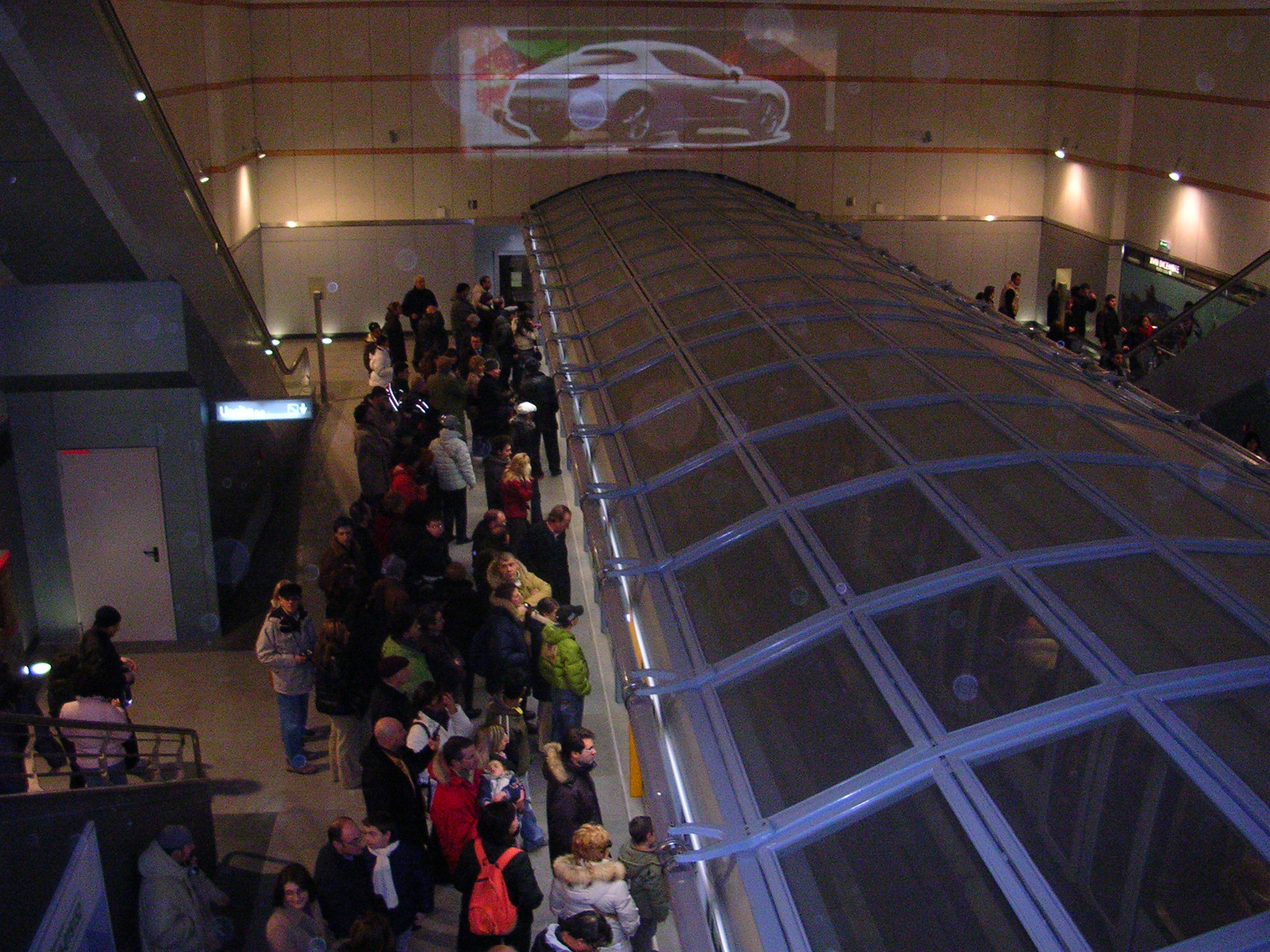
配備了月台幕門的地鐵一號線十二月十八日站站台

當意大利主要城市都將地鐵作為未來重要的交通方式研究發展之時，都靈卻從未將此事提上日程。1930年代，位於市中心的羅馬大街（via roma）改建時曾預留了一條地下隧道，但擴建工程計劃很快就被放棄，此隧道現已成為都靈地下停車場的一部分。
1960年代，在都靈举办的1961年世界博覽會期间，由都灵地铁建设公司（Società per la Metropolitana Torino，SMT）在展馆外修建了一条1800米长的实验性高架单轨铁路，尝试为城市提供新的交通方式，但因种种原因未能得到推广建设。此后，SMT在都灵市内的Crocetta区做了一系列可行性研究和探索性挖掘，为在都灵市区中心计划建设一条长7公里的地铁线路收集数据，后来计划变为为菲亚特汽车集团工厂和周边主要工人居住区提供地下连接交通，但最终在1975年，随着SMT的解散，所有計畫一并被放弃。
1980年代中期，随着城市轻型轨道交通概念的出现，都灵在市区规划了五条地面轻型铁路线路，部分使用了都灵有轨电车的线路，但最终只有两条在1990世界杯期间建成并投入使用，即至今仍在运营的3路和9路有轨电车。
1995年11月，都灵批准建设由市中心都靈新門車站通往城市西郊的地铁計畫，但由于资金不足計畫搁置。
1999年4月，都灵交通公司和都灵巴士线路运输公司决定合并组成都灵运输集团 (GTT)，在原先計畫的基础上，计划建设一条基于VAL（Véhicule automatique léger）膠輪轨道技术的地铁线路，此计划60%由国家出资。同年，将线路从都靈新門車站延伸的计划得到通过。地铁1号线于2000年12月19日正式开工，2006年2月4日，首段費米站到十二月十八日站段通车，成為義大利第一條自動駕駛的地下鐵，2007年10月5日，十二月十八日站到都靈新門車站段通车，2011年3月6日，都靈新門車站到靈格托站的路段通车。
2008年，将地铁线路从靈格托站延长到班加西廣場站的计划得到批准，2009年，計畫所需资金（初步为1亿零600万）也已到位。同时，将线路西端沿法國大街延长的计划也得到批准。2021年4月23日延长到班加西廣場站的路線通車，新增2個車站、1.9公里。

## 线路
都靈地鐵共有一條路線
- M1線 - 全長15.1公里，共23個車站

| 路線 | 起讫站               | 通車年份 | 車站數 | 長度    | 平均站距 | 年百萬人次 2018年 |
| ---- | -------------------- | -------- | ------ | ------- | -------- | ----------------- |
| M1   | 費米站－班加西廣場站 | 2006     | 23     | 15.1 km | 686米    | 42.5              |

### 1号线
都靈地鐵1號線全長15.1公里，全線運行時間為25分鐘，共設23座車站。
一号线地铁时刻表：（请注意⚠️这是地铁关门时间，而实际上从班加西廣場出发的末班车在关门时间前25分钟發出，从費米 出发的末班车比从班加西廣場 出发的再早25分钟發出）
周一：05:30～22:00
周二至周四：05:30～00:30
周五和周六：05:30～00:30
周日及节假日：07:00～00:30
規劃 / 建設中的延長線
- 費米站（英语：Fermi (Turin Metro)）向西：1號線向西延長長度為3800米，增設四座車站：切爾托薩、科萊尼奧中央、勒曼和卡辛維卡，2019年動工，[6]預計2024年通車。[7]可能繼續延伸4站至罗斯塔，目前沒有確切時間表。
- 班加西廣場站（英语：Bengasi (Turin Metro)）向南：計畫將延伸至尼凯利诺，2021 年 7 月 30 日提交總體規劃，將從班加西廣場開始向南延伸4站。[8]

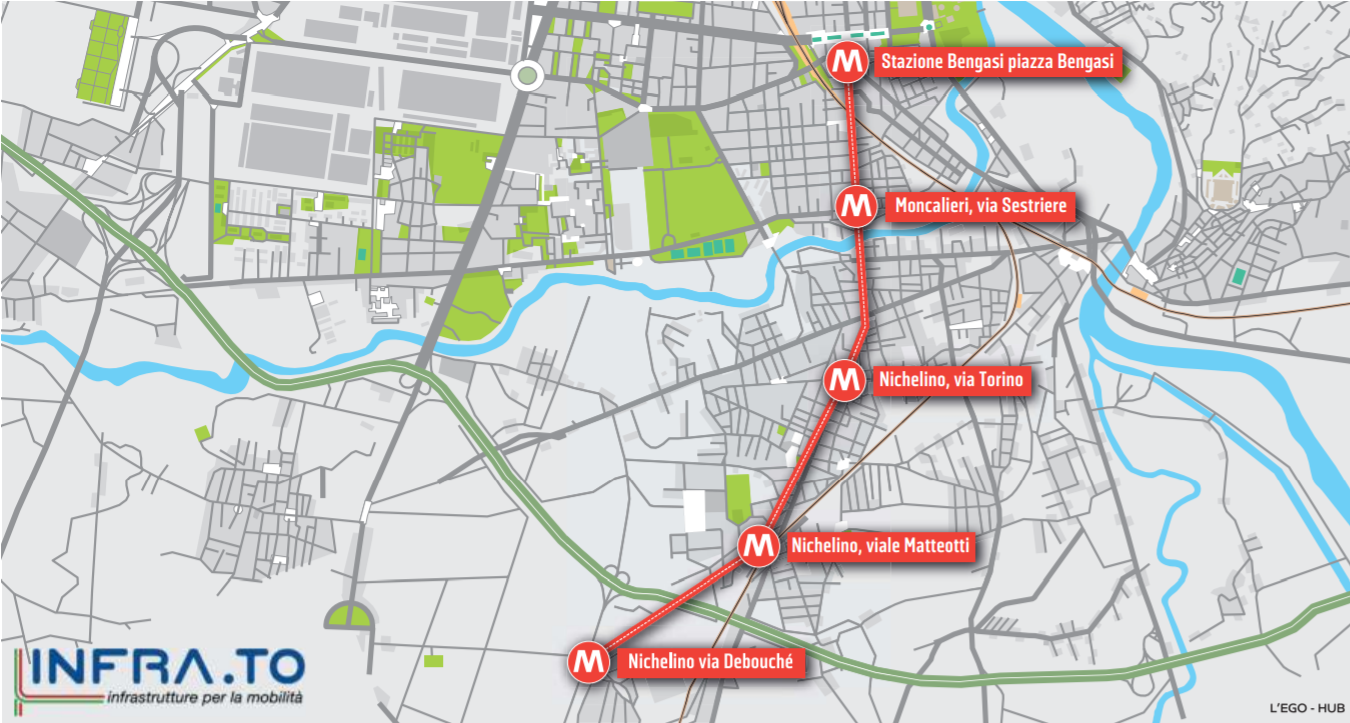
延伸尼凯利诺的南延計劃圖

圖例：：轉乘意大利列車和都靈都市鐵路 /：轉乘都靈有軌電車/ ：附設停車場
|                     |  | 卡辛維卡                       |
|                     |  | 勒曼                           |
|                     |  | 科萊尼奧中央                   |
|                     |  | 切爾托薩                       |
|                     |  | 費米                           |
|                     |  | 天堂                           |
|                     |  | 馬爾凱                         |
|                     |  | 馬薩瓦                         |
|                     |  | 波佐·斯特拉達                  |
|                     |  | 格拉巴山                       |
|                     |  | 里沃利                         |
|                     |  | 拉科尼吉                       |
|                     |  | 貝尼尼                         |
|                     |  | Principi d'Acaja               |
| {{{1}}} interchange |  | 十二月十八日                   |
|                     |  | 蘇薩門                         |
| {{{1}}} interchange |  | 溫扎利奧                       |
| {{{1}}} interchange |  | 雷翁貝托                       |
| / /                 |  | 都靈新門車站                   |
|                     |  | 馬可尼                         |
| {{{1}}} interchange |  | 尼札                           |
|                     |  | 但丁                           |
|                     |  | 卡杜奇-莫利內特                |
|                     |  | 斯佩齊亞                       |
|                     |  | 靈格托                         |
|                     |  | 義大利'61-皮埃蒙特大區政府大樓 |
|                     |  | 班加西廣場                     |

### 2号线

2號線規劃路線

2009年9月2日，都灵地铁2号线計畫获得批准，但在此之後2号线的規畫多次變更，2014年市議會批准2號線可行性研究，根據該研究，2號線將與1號線不同，使用舊有鐵道，開行傳統的鋼輪鋼軌列車，2015年都靈宣布批准2號線設計，根據該設計2號線長度為14公里，將設置27座車站，北段4公里、7站將優先施作。2016年都靈宣布再次為2號線設計招標，2017年赛思达獲得設計標案，2018年賽思達提交東北-西南走向，全長26.5公里，設置33座車站的設計。都靈據此設計申請中央補助，並計畫2022年之前動工。
2019年賽思達更新其預估，表示2號線成本為40億歐元、工期約7年，2020年市議會批准賽思達的規劃，路線分為主線、東北支線、西南延伸線3段。目前計畫2號線於2024年動工，主線北段4公里、7站將優先施作，2028年可以開通，並在首段開通幾個月後再向南延伸6站，包含與1號的轉乘站。

## 造價
都靈地鐵1號線工程總造價為10億6400萬歐元，其中從費米站到新門車站的一期工程耗資7億5900萬歐元，從新門車站到靈格托站的二期工程耗資3億500萬。另外，靈格托站向南延伸至班加西廣場站耗資1.936億歐元。

## 技術特徵
1號線所使用的VAL系統為中運量系統，車輛由電腦控制自動運行，使用橡膠輪胎。該技術最初由法國馬特拉公司研製，之後該公司被西門子公司收購，並成為西門子鐵路系統的一部分。
1號線至今購買了52輛雙節VAL 208型的車輛，運行時2輛編為一組，總長度為52米，載客量420人。車輛平均運行速度33km/h，每小時單方向運量為1萬5千人次。高峰時間發車間隔縮短至2分鐘，理論上由電腦控制運行的車輛發車間隔極限可達到69秒。
1號線地鐵站由Bernhard Kohn & Associés工作室負責設計，所有地鐵站內採用相同的裝修風格。

## 外部連結
- GTT - Gruppo Torinese Trasporti